# Людвіг I (ландграф Гессену)
Людвіг I Мирний (нім. Ludwig I. der Friedfertige; 6 лютого 1402 — 17 січня 1458) — 5-й ландграф Гессенський в 1413—1458 роках. Значно розширив свої володіння, вів успішну війну з курфюрством Майнцьким.

## Біографія
Походив з Гессенського дому. Молодший син Германа II, ландграфа Гессенського, і Маргарити Гогенцоллерн. Народився 1402 року в Шпангенберзі. 1406 року втратив матір. У 1413 році після смерті батька став новим ландграфом. Через молодий вік регентом був Генріх I, герцог Брауншвейг-Люнебурзький.
1419 року повністю перебрав владу. Невдовзі зумів повернути декілька міст на річки Верра, що перебували у володінні Майнцького архієпископства. 14201 року видав грамоти цехам з розширеними правами й новими привілеями. Водночас продовжив політику обмеження влади магістратів.
Згодом вступив у конфлікт щодо феодів з Йоганном I фон Мерлау, князем-абатом Фульди. У 1425 році надав прихисток останньому, коли того вигнали з володінь прихильники Конрада II фон Дауна, архієпископа Майнца — Герман II фон Бухенау, коад'ютор Фульдського князівства-абатства, та його брат. 1427 року спочатку в битві біля Кляненглісу, а потім біля Фульди військо ландграфа Гессенського завдало нищівних поразок майнцькому війську. За умовами Франкфуртського миру Мерлау повернувся до Фульди, натомість передав в заставу Людвігу I Гессенському 2/3 міст гейза і Рокенштуль в обмін на 16 тис. гульденів. Гессен також отримав компенсації від Конрада II фон Дауна в 44 тис. гульденів. Останній віддав у заставу гессенські міста Гюнфельд, Лаутербах, Фішберг, Брюкенау, Шильдек.
1431 року зверхність Гессену визнало графство Вальдек-Ландау. 1432 року абатство Герфельд визнало покровительство ландграфа. 1434 року розпочав перемовини з Йоганном II, графа Цігенгайну, що продажу його володінь, що завершилося укладанням відповідно договору 1437 року. Внаслідок чого основні групи володінь ландграфа поєдналися в єдине. 1436 року пошлюбив представницю Саксонських Веттінів. 1438 року владу Людвіга I визнало графство Вальдек-Вальдек, 1439 року — Зайн-Віттгенштайн.
1443 році встановив владу в Корвейському абатстві. 1447 року в союзі зі шваргом Оттоном II, герцогом Брауншвейг-Геттінген, та Дітрихом Шенком фонн Ербахом, архієпископом Майнца, виступив проти Генріха III, герцог Брауншвейг-Грубенгаген. Проте спроби захопити замки Грубенгаген і Зальцдергельден виявилися невдалими. Того ж року зверхність Гессенського ландграфства визнало графство Плессе, 1449 року — Ліппе (1449).
1450 року після смерті Йоганна II фон Цігенгайна успадкував Людвіг I графство Нідда. 1456 року його владу визнало Бюренське і Рітберзьке графства. Посилився вплив в єпископстві Патеборн, містах Ерфурт і Мюльгаузен. Помер 1358 року, після чого Гессен було розділено між його синами Людвігом II і Генріхом III.

## Родина
Дружина — Анна, донька Фрідріха I Веттіна, курфюрства Саксонії.
Діти:
- Людвіг (1438—1471), ландграф Нижнього Гессену
- Генріх (1440—1483), ландграф Верхнього Гессену
- Герман (1449—1508), архієпископ Кельнський
- Єлизавета (1453—1489), дружина Йоганна III, графа Нассау-Вайльбурга
- Фрідріх (1458—1463)